# クリスティーナ・ティエツ
クリスティーナ・ティエツ（ドイツ語: Kristina Tietz、1990年1月14日 - ）は、ドイツの女性声優。
現在ベルリンに在住しており、学業に勤しんでいる。

## 出演作品

### ドラマ
- スイート・ライフ (バーバラ)
- Dr.HOUSE (キャリー・ロジャース)
- リンガー 〜2つの顔〜 (テッサ・バナー)
- デビアスなメイドたち (ヴァレンティナ・ディアス)
- LAW & ORDER:LA (ミラ)

### 映画
- アンフィニッシュ・ライフ (グリフ・ギルキソン)
- エアポート・アドベンチャー クリスマス大作戦 (グレース・コンラッド)
- エスター (エスター)
- ラブ・アゲイン (ジェシカ・ライリー)
- 21ジャンプストリート (モリー)
- ジュマンジ/ウェルカム・トゥ・ジャングル (マーサ・カプリー)
- ジュマンジ/ネクスト・レベル (マーサ・カプリー)

### アニメ
- けいおん! (中野梓)
- 進撃の巨人 (ペトラ・ラル)
- Venus Versus Virus (三雲音々)
- CANAAN (大沢マリア)
- 東のエデン (葛原みくる〈みっちょん〉)
- 艦隊これくしょん -艦これ- (陸奥)
- Re:ゼロから始める異世界生活 (ラム)
- 僕だけがいない街 (雛月加代)